# Assemblage en bout

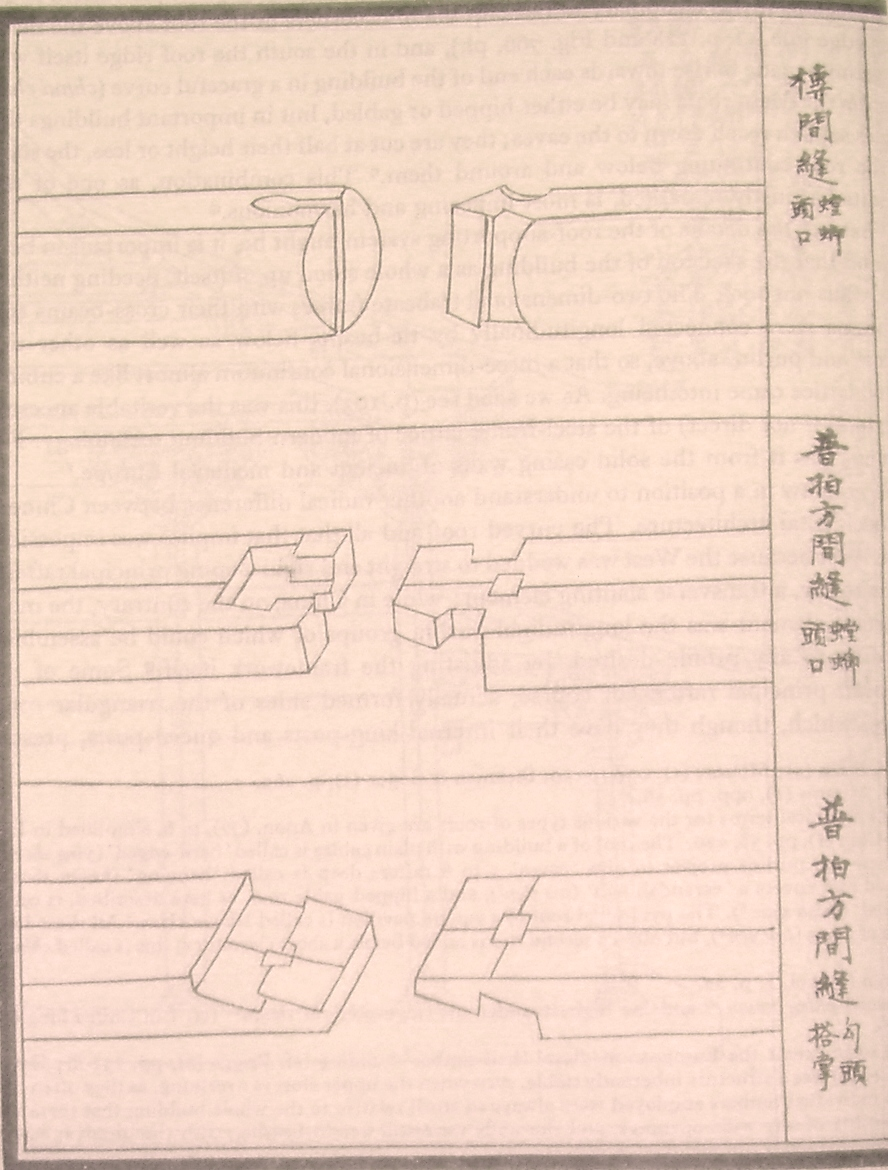
Yingzao Fashi, assemblages en bout complexes. Dynastie Song

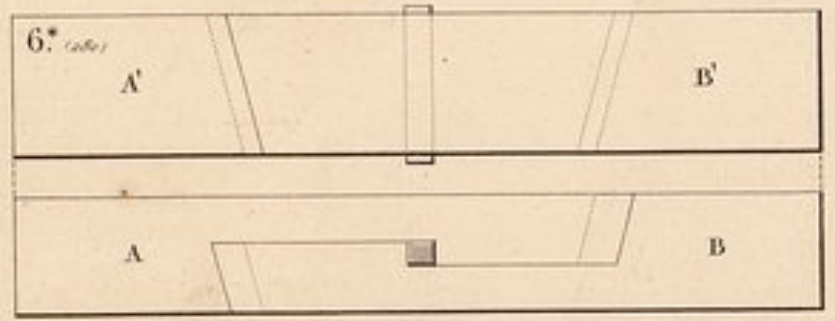
Trait de Jupiter (à joint droit avec une seule clé), un assemblage en bout

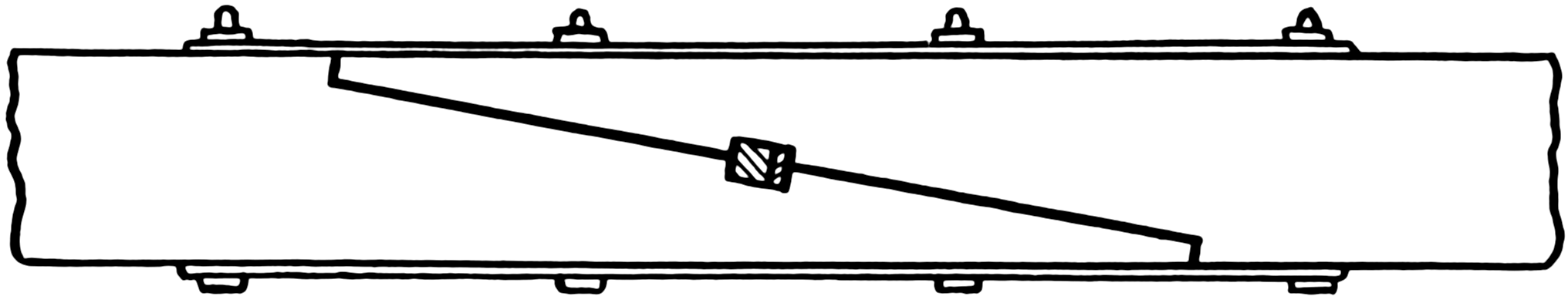
Assemblage en sifflet désaboutté biais (ou à crochet) avec clé, renforcée par des goussets ou éclisses et des boulons traversants

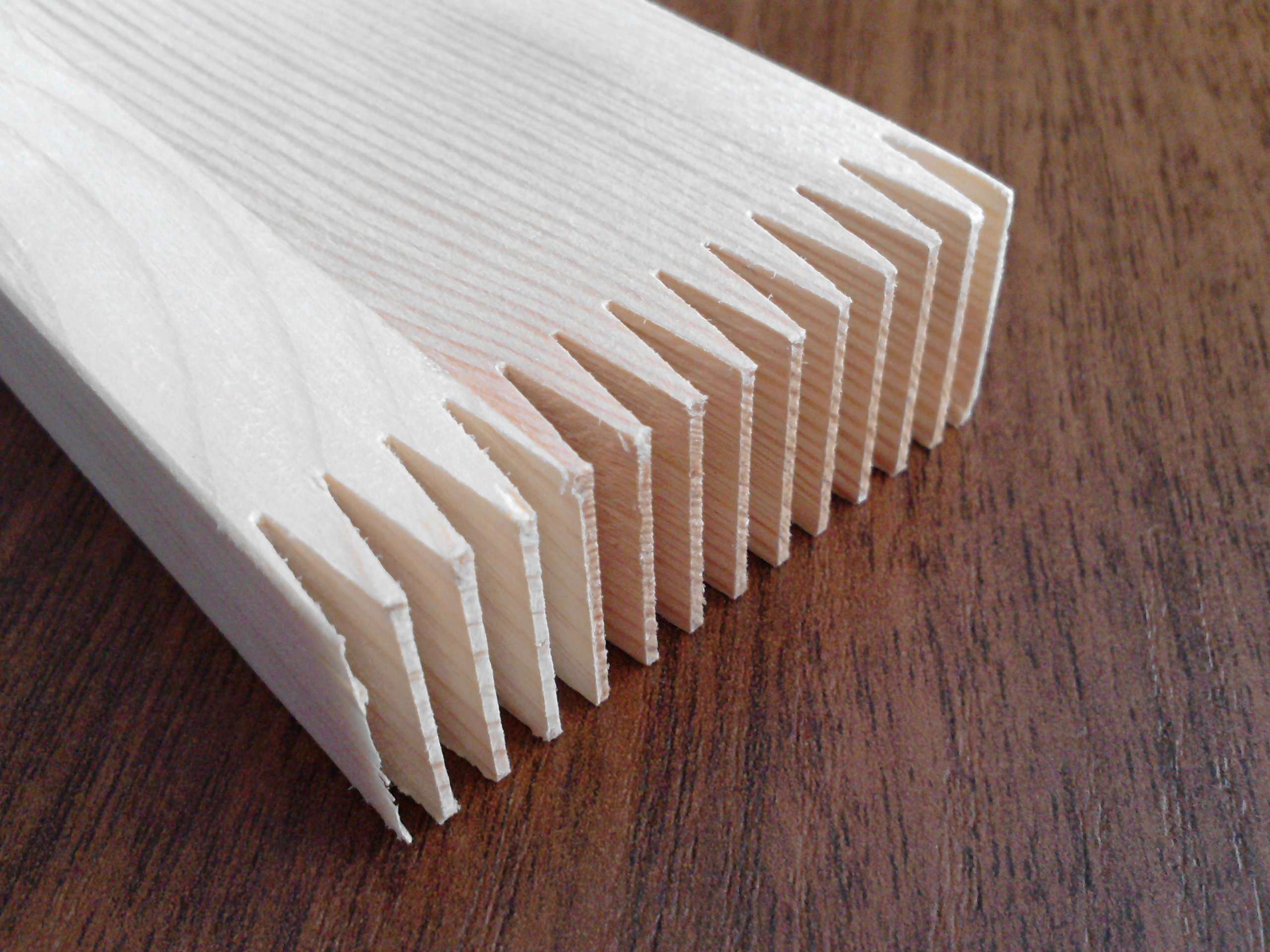
Enture digiforme

En charpenterie, un assemblage en bout ou assemblage de rallonge (en anglais end joint, heading joint) est un assemblage réalisé en collant deux pièces de bois bout à bout; les assemblages en bout sont employés pour rallonger les pièces de bois ; les charpentiers en faisaient un usage plus fréquent que les menuisiers. 

## Différentes techniques
Les principales manières de faire cet assemblage sont :
- « à mi-bois »: mi-bois carré, mi-bois rentré, enfourchement mi-bois, mi-bois à queue (d’aronde) recouverte, mi-bois à queue percée,
- « en flûte ou sifflet »: sifflet simple, sifflet à crochet, consolidé par des frettes en fer, on dit aussi à onglet),
- « en traits de Jupiter ».

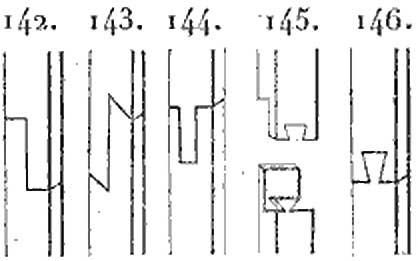
Assemblage en bout à mi-bois: 142 – mi-bois carré; 143 – mi-bois rentré; 144 – enfourchement mi-bois; 145 – mi-bois à queue recouverte; 146 – mi-bois à queue percée[2].
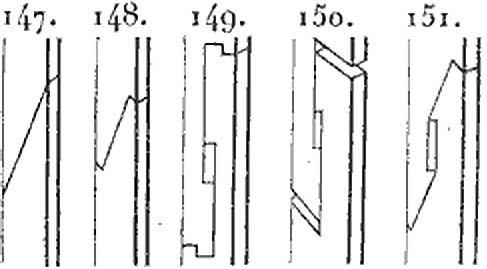
Assemblage en bout en flute ou en sifflet: 147 – sifflet simple; 148 – sifflet à crochet consolidé par des frettes en fer; 149,150,151 – traits de Jupiter

Le mot « enture » est une contraction du vieux terme abouture qui désigne l'assemblage de deux pièces en bouts (à sifflet), réalisé par juxtaposition et collage des extrémités de deux pièces de bois taillées à onglet et présentant ainsi deux surfaces planes inclinées correspondantes.
Le verbe abouter, signifie joindre deux choses bout à bout, le verbe enter à la même signification. Dans le vocabulaire de la construction navale traditionnelle, on va trouver le terme « écarver » (en anglais, et très probablement étymologiquement lié on trouve to scarf,) pour dire réunir deux mâts bout à bout pour n'en faire qu'un; on « écarve » ensemble par les bouts différentes pièces de bois à la suite l'une de l'autre, en les appliquant l'un sur l'autre, ou l'un près de l'autre selon la forme de l'écart. L'« écart », le déverbal d'écarver, se définit en termes de longueur et d'adents saillants et sortants qui vont recevoir les adents correspondants des autres pièces.
Enture digiforme et enture dentelée droite (en anglais finger joint ou comb joint), sont les assemblages en bois habituellement utilisé pour obtenir un bois (massif) abouté. Les profils complémentaires s'emboîtent et sont ensuite collés. La section transversale de l'articulation ressemble à l'enchevêtrement des doigts entre deux mains, d'où le nom « digiforme ». Les côtés de chaque profilé augmentent la surface de collage, ce qui crée un lien fort, mais peu attrayant visuellement. Le bois abouté, bois massif abouté ou bois à entures multiples, bois jointé est appelé en anglais finger jointed lumber, end jointed lumber.